# Cassadee Pope
Cassadee Blake Pope (28 de agosto de 1989) é uma cantora norte-americana que fez parte da banda de pop punk Hey Monday, depois do término da banda, está seguindo carreira solo. Filha de Lori Pope, tem uma irmã mais velha chamada Ashley Pope, Cassadee ficou mais conhecida depois de sua participação na terceira temporada do The Voice americano, no qual venceu.

## Biografia
Aos 4 anos, Cassadee começou a ter aulas de canto. Em 2004, com 13 anos de idade, Pope então passou a cantar em algumas bandas de rock. Enquanto ainda estava no colégio em Wellington (Flórida), ela formou uma banda chamada Blake com seu amigo Mike Gentile, mas o grupo terminou antes de poder assinar um contrato com uma gravadora. Em 2008, ela e os amigos Mike, Alex Lipshaw, Michael "Jersey" Moriaty e Elliot James formaram a banda Hey Monday.
Ela também apareceu no video clipe de "America's Suitehearts" da banda Fall Out Boy do seu álbum Folie à Deux. Neste vídeo Pope interpreta uma garota com óculos enormes falando ao telefone antes de ser sequestrada. Ela também fez uma participação com vocal na versão remix de "Take My Hand" da banda The Cab e depois apareceu no video clipe desta canção.
Em 7 de outubro de 2008, Hey Monday lançou seu primeiro álbum de estúdio intitulado Hold on Tight. Pope participou do processo de criação das 11 músicas, escrevendo sozinha duas delas.
Em 15 de março de 2010, Pope anunciou pelo seu Twitter que o segundo álbum de estúdio da banda foi terminado.
No dia 6 de dezembro de 2011, a banda lançou um EP de natal chamado The Christmas EP contendo 4 faixas inéditas.
No final de 2011, Cassadee anunciou que a banda entraria em hiatus. A vocalista fez uma turnê acústica solo em várias cidades dos Estados Unidos nos meses de janeiro e fevereiro de 2012.
Em setembro de 2012, fez audições para o programa The Voice, reality show musical onde os participantes são acompanhados por artista conhecidos mundialmente. Na apresentação de estreia, Cassadee cantou a música "Torn", composta por Phil Thornalley, Scott Cutler e Anne Preven e famosa na voz de Natalie Imbruglia. No programa, Cassadee escolheu ser treinada pelo cantor country Blake Shelton. No dia 18 de Dezembro de 2012, Cassade tornou-se a vencedora da terceira edição do The Voice estadunidense.
Em 3 de junho de 2013, Cassadee lançou seu primeiro single solo, intitulado "Wasting All These Tears", alcançando o Top 10 nas paradas Country da Billboard e pico de #37 no HOT 100. A música recebeu certificado de ouro por 500.000 cópias vendidas em novembro de 2013. Atualmente, o single já chegou a marca de 900.000 cópias.
Em 8 de outubro de 2013, Pope lançou seu primeiro álbum de estúdio em carreira solo, intitulado "Frame By Frame". O álbum estreou em #9 na Billboard 200, vendendo 43.000 cópias na primeira semana.
Para o ano de 2014, Cassadee continuará as atividades do álbum, lançando o segundo single do mesmo ainda no primeiro semestre, e uma turnê em conjunto com o cantor country Tim McGraw, chamada Sun Down Heaven Town Tour, com inicio previsto para maio.

### Performances e resultados noThe Voice
– A versão em estúdio da apresentação de Cassadee alcançou o Top 10 de vendas no iTunes
| Episódio         | Canção                              | Artista original  | Ordem | Resultado                                                                     |
| ---------------- | ----------------------------------- | ----------------- | ----- | ----------------------------------------------------------------------------- |
| Blind Audition   | "Torn"                              | Natalie Imbruglia | N/A   | Adam, Blake, Cee Lo e Christina viraram. Escolheu Blake Shelton como técnico. |
| Battle Round     | "Not Over You" (vs. Rian Jirovec)   | Gavin DeGraw      | N/A   | Salva pelo técnico                                                            |
| Knockout Round   | "Payphone" (vs. Suzanna Choffel)    | Maroon 5          | 2.10  | Salva pelo técnico                                                            |
| Playoffs Ao Vivo | "My Happy Ending"                   | Avril Lavigne     | 1.5   | Salva pelo público                                                            |
| Top 12           | "Behind These Hazel Eyes"           | Kelly Clarkson    | 7     | Salva pelo público                                                            |
| Top 10           | "Over You"                          | Miranda Lambert   | 9     | Salva pelo público                                                            |
| Top 8            | "Are You Happy Now?"                | Michelle Branch   | 8     | Salva pelo público                                                            |
| Top 6            | "Stand"                             | Rascal Flatts     | 2     | Salva pelo público                                                            |
| Top 6            | "I'm with You"                      | Avril Lavigne     | 11    | Salva pelo público                                                            |
| Top 4            | "Stupid Boy"                        | Keith Urban       | 3     | Salva pelo público                                                            |
| Top 3            | "Over You"                          | Miranda Lambert   | 2     | Vencedora                                                                     |
| Top 3            | "Steve McQueen" (com Blake Shelton) | Sheryl Crow       | 6     | Vencedora                                                                     |
| Top 3            | "Cry"                               | Faith Hill        | 9     | Vencedora                                                                     |

## Discografia

### Hey Monday
| Data de lançamento | Título             | Gravadora           |
| ------------------ | ------------------ | ------------------- |
| 2008               | Hold On Tight      | Columbia/Decaydance |
| 2010               | Beneath It All     | Columbia/Decaydance |
| 2011               | Candles (EP)       | Columbia/Decaydance |
| 2011               | The Christmas (EP) | Independente        |

### Cassadee Pope
EP'S
| Ano  | Álbum            |
| ---- | ---------------- |
| 2012 | Cassadee Pope EP |
| 2015 | Summer EP        |

Álbum de estúdio
| Data de lançamento | Título         | Gravadora          |
| ------------------ | -------------- | ------------------ |
| 2013               | Frame by Frame | Republic Nashville |

### Outros aparecimentos
| Data de lançamento | Banda       | Título           | Gravadora                  |
| ------------------ | ----------- | ---------------- | -------------------------- |
| 2009               | The Cab     | The Lady Luck EP | Decaydance/Fueled By Ramen |
| 2012               | I See Stars | Digital Renegade | Sumerian Records           |